# Julian Vila Coma
Julian Vila Coma, andorski politik in veleposlanik.
Vila Coma je trenutno veleposlanik Andore pri OZN.